# Utricularia praelonga
Utricularia praelonga es una especie fanerógama , planta carnívora  mediana a grande, perenne, que pertenece a la familia Lentibulariaceae. U. praelonga, es una especie terrestre,  endémica de Sudamérica, donde se la halla en el norte de Argentina, sur de Brasil, y en Paraguay.

## Taxonomía
Utricularia praelonga fue descrita  por Augustin Saint-Hilaire & Frédéric de Girard  y publicado en Comptes Rendus Hebdomadaires des Séances de l'Académie des Sciences, 7: 870, 1838.
Etimología
Utricularia: nombre genérico que deriva de la palabra latina utriculus, diminutivo de uterus, "vientre", y que, en terminología botánica de Plinio el Viejo (Lib. 16, XXXIX, 94) significa "pequeño cáliz", por sus vejigas diminutas que sirven de trampas a la planta.
praelonga: epíteto latín que significa "alargada". 
Sinonimia
- Calpidisca lundii (A.DC.) Moldenke
- Utricularia dentata Weber ex Benj.
- Utricularia lundii A.DC.	)
- Utricularia personata Leconte ex Elliott
- Utricularia picta Warm.
- Utricularia polyschista Benj.[6]